# Selaginella kraussiana
Selaginella kraussiana är en mosslummerväxtart som först beskrevs av Gustav Kunze och som fick sitt nu gällande namn av Addison Brown.
Selaginella kraussiana ingår i släktet mosslumrar och familjen mosslummerväxter. Inga underarter finns listade i Catalogue of Life.